# Cmentarz żydowski w Zbąszyniu
Cmentarz żydowski w Zbąszyniu – kirkut mieści się na terenie osiedla Kawczyńskiego, niedaleko pl. Reymonta. Prawdopodobnie został zniszczony w 1939 przez hitlerowców, jednak kompletna likwidacja nastąpiła w latach 70. XX wieku. Obecnie teren kirkutu jest częściowo zabudowany. Stoi na nim osiedle domów jednorodzinnych. Pozostała część terenu jest porośnięta trawą. Od 1992 na placu stoi tablica upamiętniająca istnienie kirkutu.